# Bōyōdai
Bōyōdai – skocznia narciarska w Otaru, w Japonii. Przy skoczni działa klub Otaru Ski Club. Jej punkt konstrukcyjny położony jest na 80 metrze. Skocznia nie jest pokryta igelitem.